# 運命共同会
運命共同会（うんめいきょうどうかい）は、かつて、鉄心会・中京浅野会・平井一家が結成し、愛知県に本拠を置いた暴力団。

## 略歴
運命共同会が中京五社会に加盟。
平成3年（1991年）、運命共同会の鉄心会の一部の組員が、運命共同会に対して、五代目山口組弘道会への移籍を求めた。運命共同会は、移籍を求めた鉄心会組員全員を破門にした。

同年1月26日、名古屋抗争が勃発した。
その後、運命共同会は瓦解した。また、中京五社会も瓦解した。
その後、中京浅野会は五代目山口組弘道会傘下となった。平井一家は五代目山口組直参となった。
鉄心会は「鉄心一家」と改称して稲川会直参になったが2006年に脱退。2011年に「鉄心興業」として弘道会傘下となるが、2013年に解散した。